# Berberis fiebrigii
Berberis fiebrigii är en berberisväxtart som beskrevs av Camillo Karl Schneider. Berberis fiebrigii ingår i släktet berberisar, och familjen berberisväxter. Inga underarter finns listade i Catalogue of Life.